# Ctenochaetus tominiensis

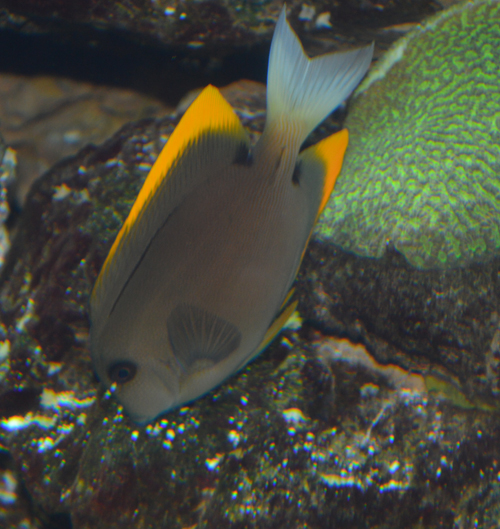
Ejemplar en acuario importado de Fiyi

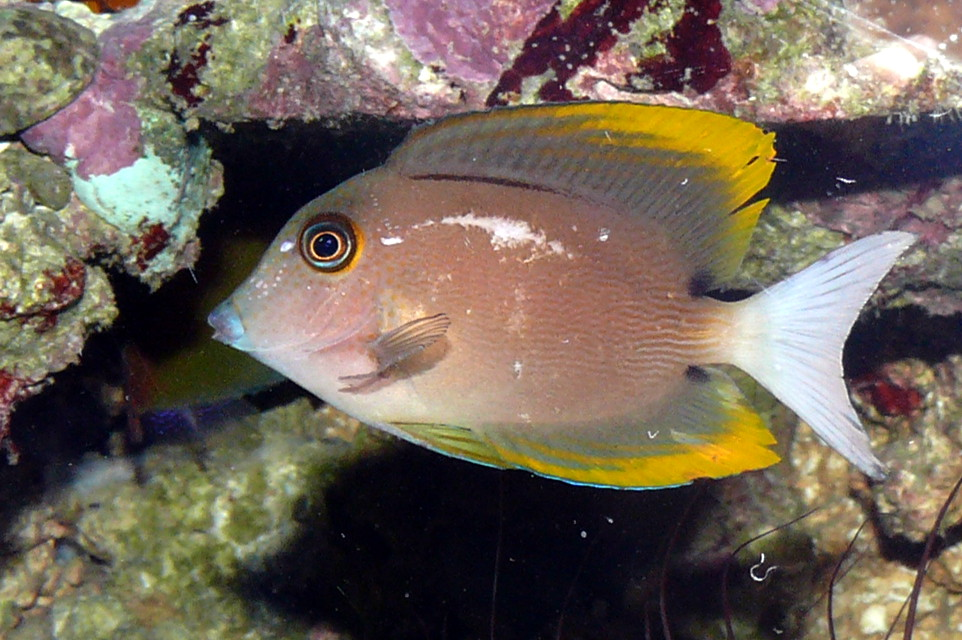

El Ctenochaetus tominiensis es una especie de pez cirujano del género Ctenochaetus, encuadrado en la familia Acanthuridae. Es un pez marino del orden Perciformes, no comercializado en su rango, y de común a raro dependiendo del área. Su nombre más común en inglés es Tomini bristletooth, o diente de cerda de Tomini.

## Morfología
Tiene el cuerpo en forma oval, comprimido lateralmente. La boca es pequeña, protráctil y situada en la parte baja de la cabeza. Los juveniles son más redondeados de forma.
El color base de los adultos es marrón. Las aletas dorsal y anal tienen la parte exterior en color naranja, y sus extremos posteriores en forma angular, siendo la única especie del género que no los tiene redondeados. La aleta caudal es en forma de luna y de color blanco azulado. Tiene los márgenes de los labios papilados. Los dientes superiores en 2 o 3 denticulaciones. Los juveniles tienen la aleta caudal bifurcada.
Tiene 8 espinas dorsales, de 24 a 25 radios blandos dorsales, 3 espinas anales y de 22 a 23 radios blandos anales. Presenta 20 branquiespinas en la fila posterior y 20-21 en la anterior. Cuenta con una placa a cada lado del pedúnculo caudal, que alberga una pequeña espina defensiva.
Puede alcanzar una talla máxima de 16 cm.

## Hábitat y modo de vida
Especie asociada a arrecifes, habita en zonas de crecimiento coralino y no expuestas a fuertes corrientes.
Su rango de profundidad oscila entre 3 y 45 m, aunque normalmente se registra entre 3 y 25 m de profundidad.
Suele ocurrir solitario y en pequeños grupos.

## Distribución
Se distribuye en el océano Indo-Pacífico. Es especie nativa de Australia; Filipinas; Fiyi; Indonesia; Malasia; Micronesia; Palos; Papúa Nueva Guinea; Islas Salomón; Timor-Leste; Tonga; Tuvalu y Vanuatu.

## Alimentación
Baten la arena o el sustrato rocoso con los dientes, y utilizan la succión para extraer los detritus, que consisten en diatomeas, pequeños fragmentos de algas, materia orgánica y sedimentos finos inorgánicos. Cuentan con un estómago de paredes gruesas, lo que implica una característica significante en su ecología nutricional.
Se alimentan principalmente de algas y microfauna residente entre las mismas.

## Reproducción
Son dioicos, de fertilización externa y desovadores pelágicos. No cuidan a sus crías. 
La máxima edad registrada fue de 20 años, en un ejemplar de Papúa Nueva Guinea, con 12.7 cm.